# لوست آيلاند
لوست آيلاند، أو الجزيرة المفقودة، (بالإنجليزية: Lostisland) (أو «رسميًا»: جمهورية لوست آيلاند الفيدرالية) هي دولة مجهرية أنشأها مجموعة من الطلبة الروس والأتراك على جزيرة هانتر شمال تسمانيا، وجزيرة ألكسندر في القارة القطبية الجنوبية.
لا تعترف أي حكومة أي كيان بالدولة. وتوصف بأنها منظمة ثقافية، وبالتالي، لا تسعى إلى تحقيق الاستقلال. ولعدم وجود مستوطنات دائمة في جزيرة ألكسندر، فإن المقر الرسمي للدولة يقع في موسكو على الرغم من أن الموقع الرسمي يوقع من النمسا.

## التأسيس
تأسست لوست آيلاند في 2 يوليو 2008 من قبل مجموعة من الطلبة الروس والأتراك، ومن بينهم، عازف الكمان ياروسلاف مار الذي أصبح فيما بعد، أول رئيس للدولة. تم إنشاء الدستور والعلم والشعار والنشيد الوطني في الفترة من 1 إلى 4 سبتمبر 2010. وفي 23 أكتوبر 2010، تم توقيع أول شهادة جنسية لصاحبها.

## الرئيس
يحمل الرئيس ياروسلاف مار الجنسيتين؛ الروسية والإسرائيلية، وهو عضو في الأكاديمية الملكية للموسيقى في المملكة المتحدة والجمعية الملكية لتاريخ الموسيقى في هولندا، والجمعية الإنجليزية البرتغالية، والجمعية الأمريكية لمستشاري السفر. يحمل هذا الأخير رتبة نقيب في فيلق القديس لازاروس الدولي النمساوي.
حسب الموقع الرسمي للدولة، يتحدث الرئيس مار بعدة لغات، منها الروسية والإنجليزية والإسبانية والبرتغالية والإيطالية والعبرية.

## طالع أيضًا
- دولة مجهرية
- جزيرة ألكسندر

## وصلات خارجية
الموقع الرسمي لجمهورية لوست آيلاند